# خائن (ترانه اولیویا رودریگو)
خائن (به انگلیسی: Traitor) آهنگی است که توسط اولیویا رودریگو خواننده و ترانه‌سرای آمریکایی ضبط شده‌است. این آهنگ که از طریق گفن رکوردز منتشر شد، در ۱۰ اوت ۲۰۲۱، به عنوان دومین تک آهنگ از اولین آلبوم رودریگو، ترش (۲۰۲۱) بر ایستگاه‌های رادیویی اصلی ایالات متحده تأثیر گذاشت. یک تصنیف مستقل پاپ و گیتار-راک، "خائن" توسط رودریگو نوشته و توسط دنیل نیگرو هم نوشته و تهیه شد.
قبل از اینکه به‌عنوان تک‌آهنگ تبلیغ شود، پس از انتشار ترش، «خائن» مورد علاقه طرفداران قرار گرفت و به موفقیت تجاری دست یافت. منتقدان موسیقی این آهنگ را به خاطر آواز و اشعار آن تحسین کردند و آن را به عنوان برجسته‌ترین آلبوم انتخاب کردند. «خائن» به رتبه نهم در ایالات متحده، رتبه پنج در بریتانیا رسید و در استرالیا، کانادا، ایرلند و نیوزلند در بین ۱۰ ترانه برتر قرار گرفت. این آهنگ همچنین در بریتانیا گواهی نقره و در استرالیا، کانادا و نیوزیلند طلا گرفت. این آهنگ اولین اجرای خود را در فیلم کنسرت رودریگو در یوتیوب جشن ترش (۲۰۲۱) دریافت کرد.

## پیش زمینه و انتشار
پس از موفقیت جزئی همه چیزی که می‌خواستم (۲۰۱۹)، اولیویا رودریگو، خواننده و ترانه‌سرای آمریکایی با گفن رکوردز، یکی از زیرمجموعه‌های اینترسکوپ رکوردز، قرارداد امضا کرد و قصد داشت اولین نمایش طولانی خود را در سال ۲۰۲۱ منتشر کند. پس از موفقیت گسترده اولین تک آهنگ رودریگو " گواهینامه رانندگی، که در ۸ ژانویه ۲۰۲۱ منتشر شد، او تصمیم گرفت به جای آن یک آلبوم استودیویی کامل بسازد.
رودریگو در کنار انتشار دومین تک آهنگ خود «دژا وو» در ۱ آوریل ۲۰۲۱، اعلام کرد که اولین آلبوم استودیویی او با نامs*o*rدر تاریخ ۲۱ مه منتشر خواهد شد. در ۱۳ آوریل، رودریگو هنر جلد را اعلام کرد و عنوان اولین آلبوم استودیویی خود را ترش اعلام کرد. همراه با اعلام، لیست آهنگ اعلام شد، و «خائن» نشان داده شد که به عنوان آهنگ دو در ترش ظاهر می‌شود. این آهنگ با یک متن ترانه ویدئویی در کنار آلبوم در ۲۱ مه ۲۰۲۱ منتشر شد.
«خائن» در ۱۰ اوت ۲۰۲۱ به عنوان چهارمین تک آهنگ از ترش به رادیو پرطرفدار معاصر ایالات متحده فرستاده شد.